# Lycengraulis
Lycengraulis is een geslacht van ansjovissen uit de orde van haringachtigen (Clupeiformes).

## Enkele soorten
- Lycengraulis batesii (Günther, 1868)
- Lycengraulis grossidens (Agassiz, 1829)
- Lycengraulis limnichthys Schultz, 1949
- Lycengraulis poeyi (Kner, 1863)